# Erich Pfefferlen

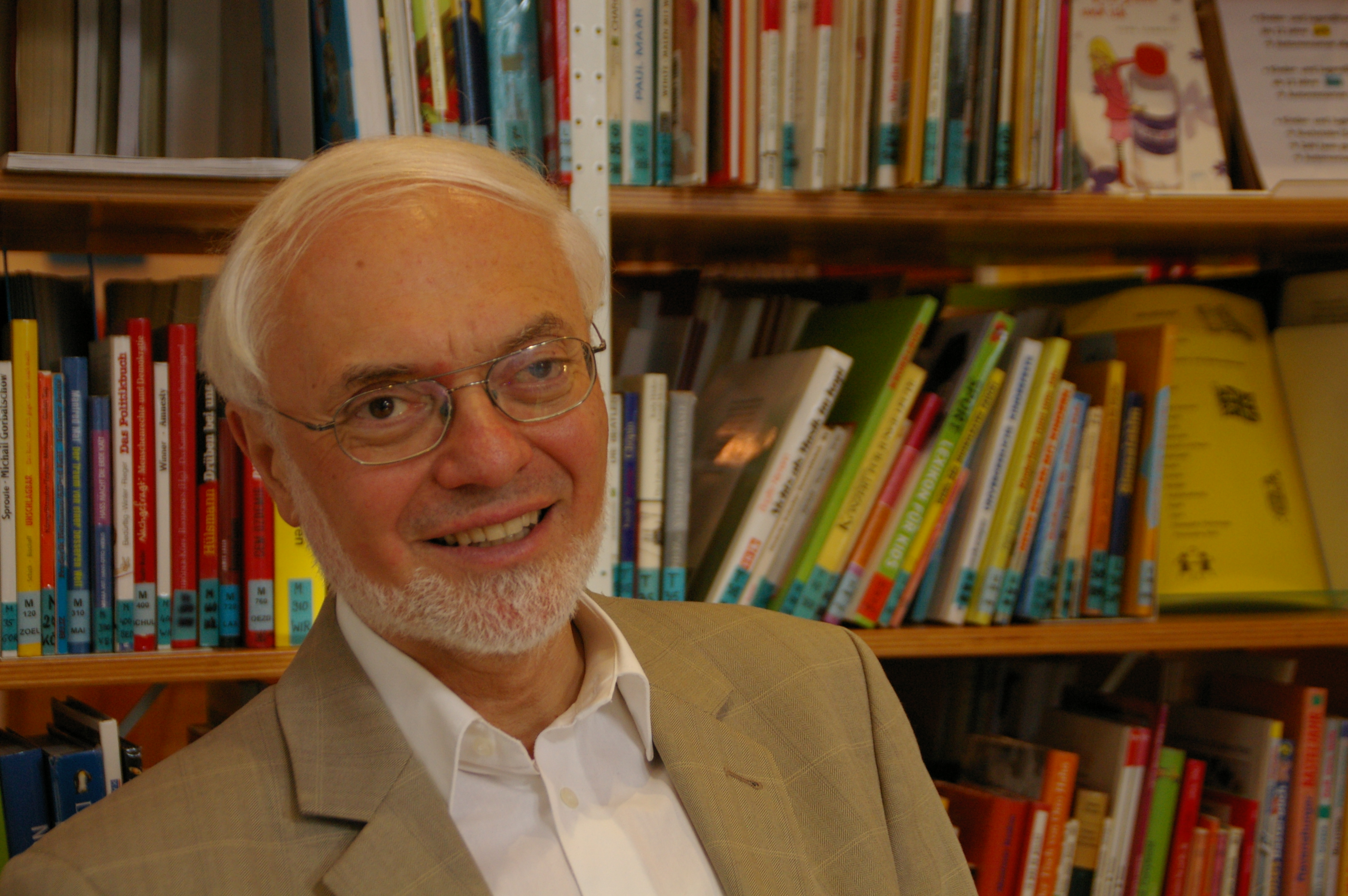
Erich Pfefferlen nach einer Lesung 2013

Erich Pfefferlen (* 17. April 1952 in Nördlingen) ist ein deutscher Schriftsteller, Herausgeber, Dichter und Pädagoge.

## Leben und Werk
Erich Pfefferlen verbrachte seine Kindheit und Jugendzeit in Nördlingen. Er studierte an der Friedrich-Alexander-Universität Erlangen-Nürnberg Germanistik, Geschichte und Sozialkunde und legte das 1. und 2. Staatsexamen ab. In dieser Zeit begann er auch seine Tätigkeit als Lyriker mit ersten Veröffentlichungen, vor allem in Zeitschriften, Anthologien, Dokumentationsbänden, Rundfunk und Fernsehen. Nach dem Referendariat begann er seine schriftstellerische Tätigkeit zu intensivieren, schrieb Essays, Kurzprosa und vor allem Lyrik. Als Pädagoge wurde er 1993 Literaturbeauftragter an den bayerischen Schulen. Von 1996 bis 2001 war er Mitglied im Arbeitskreis „Kreativität im Unterricht“ am Staatsinstitut für Schulqualität und Bildungsforschung ISB.
Stil / Rezeption
Themenschwerpunkte seiner literarischen Arbeit sind vor allem zwischenmenschliche Beziehungen, Natur, Gesellschaft und Politik. Besonders in seinen Gedichten schärft er immer wieder den Blick auf das Alltägliche. Aufgabe des Schreibens ist dabei, mittels Fantasie die Realität aus einem anderen Blickwinkel zu betrachten, um so neue humane Sichtweisen beim Leser zu ermöglichen. 
Eingeordnet wird Erich Pfefferlens Lyrik von Prof. Dr. Mario Andreotti in die literarische Tradition eines Bertolt Brechts, Thomas Manns oder auch Paul Celans. In ähnlicher Weise würden Erich Pfefferlens Gedichte Kraft und Schönheit entwickeln. Doch: "Gute Gedichte verweigern sich dem schnellen Zugriff", so Mario Andreotti. Es handelt sich nicht um eine traditionelle Lyrik, sondern um eine moderne. "Wir haben es bei Erich Pfefferlens Lyrik mit einer Gesamtschau verschiedenster Gedichtformen zu tun. Und nicht nur das. Der Autor meistert all die Formen auf eine geradzu virtuose Weise. Doch nicht nur die Formen sind vielfälitig, ebenso vielfältig sind die Themen - Spiegel einer vielschichtigen Welt." (Prof. Dr. Mario Andreotti) 

## Auszeichnungen
- 1995 Nominierung durch den B.A. für den Internationalen Preis der Poesie „Auf den Spuren von Ada Negri“ in Mailand
- 1995 Finalist (7. Platz) beim Internationalen Lyrikwettbewerb „Sannio“, Benevento/Italien
- 1996 Fedor-Malchow-Lyrikpreis des Landes Schleswig-Holstein (zusammen mit Bodo Heimann)
- 1996 Horgauer Kulturpreis
- 1999 Preis beim Lyrikwettbewerb des 28. Dt. Ev. Kirchentages, Stuttgart
- 2003/04 und 2004/05 Stipendium der BMW-Kuenheim Stiftung für schwäbisches Pilotprojekt „Tatfunk“ des Bayerischen Rundfunks
- 2005 Preis beim Literaturwettbewerb des 30. Dt. Ev. Kirchentages, Hannover
- 2007 Lehrer-Preis der Bundeszentrale für politische Bildung
- 2007 Aufnahme in den Friedrich-Bödecker-Kreis
- 2008 Ehrenmitgliedschaft des Literarischen Arbeitskreis Dorsten
- 2017 Ehrung durch Bayerisches Staatsministerium für Bildung und Kultus, Wissenschaft und Kunst
- 2020 Finalist beim Ulrich-Grasnick-Lyrikpreis
- 2020 GZL-Lyrikpreis der Gesellschaft für zeitgenössische Lyrik e. V.
- 2022 Preisträger beim Brandenburger Lyrikwettbewerb
- 2022 Masaoka-Sika-Medaille
- 2022 Auszeichnung des Verband der slawischen Schriftsteller der Ukraine
- 2023 Internationaler Duc-de-Richelieu-Preis, Kategorie Lyrik, Odessa/Ukraine

## Veröffentlichungen

### Gedichtbände
- Augen-Blicke. Nördlingen 1989, ISBN 3-923645-99-6.
- Distelbülten. Fulda 1992, ISBN 3-88611-105-9.
- Den Käfig öffnen. Lütjenburg 1995, ISBN 3-87998-723-8.
- Wie ein Fallschirm. Schwäbisch Gmünd 1998, ISBN 3-927654-62-0.
- ausgekugelt. Schwäbisch Gmünd 2004, ISBN 3-936373-11-6.
- Keiner soll frieren. Vechta-Langförden 2007, ISBN 978-3-86685-090-3.
- Der Stille abgelauscht. Schwäbisch Gmünd 2012, ISBN 978-3-936373-87-5.
- Nachtschwarz mit Mondschaum. Vechta 2016, ISBN 978-3-86685-607-3.
- VON HEUTE AUF MORGEN. Zweisprachig (Ukrainisch/Deutsch). Kiew/Ukraine 2022, ISBN 978-617-7721-55-9.
- Rückblick. Dreisprachig (Deutsch/Russisch/Kirgisisch), Bischkek/Kirgisien 2022, ISBN 978-9967-9419-3-9.
- Welten-Zauber, Erich Pfefferlen, Michael Miller, Dagmar Flex. Backnang 2023, ISBN 978-3-00-074237-8.
- In meiner Suche werde ich gefunden. Visbek 2024, ISBN 978-3-86685-930-2.

### Prosa
- Schweigen segelt lautlos. Vechta-Langförden 2013, ISBN 978-3-86685-449-9.
- Farben. Almanach 2021, Erich Pfefferlen, Heinz Flischikowski, Heinrich Dick (Hg.), Berlin 2021, ISBN 978-3-7549-1291-1.
- Farben. Almanach 2022/2023, Erich Pfefferlen, Heinrich Dick (Hg.), Berlin 2023, Berlin 2023, ISBN 978-3-7575-3783-8.

### Herausgaben (Auswahl)
- Die literarische Venus. Mitherausgeber. Witten 2003, ISBN 3-932801-45-8.
- Wasser und Salz: Poesie der Lebensquelle. Dorsten 2004, ISBN 3-932801-46-6.
- Sternschnuppen der Poesie. Mitherausgeber. Witten 2008, ISBN 978-3-9810832-6-2.
- Lit.Zs. Gegenwind. (Mitherausgeber 1991 bis 1997 und ab 2010), Augsburg.
- Ortswechsel: Vom Kommen und Gehen, Belletristik. Bingen und Berlin 2022, ISBN 978-3-930758-76-0.

### Anthologien (Auswahl)
- Das Ries im Herzen Europas (1982)
- Reisegepäck 2, Prosa (1992)
- Malachite und Smaragde (1993)
- Poesia i cultura (1993)
- Pleiade (1993)
- Zacken im Gemüt (1994)
- Antologia di poesie italo-tedesche (1995)
- Innentexte (1995)
- Lyrik 90/94 (1995)
- Jahrbuch, Lyrik (1995)
- Zeitbilder (1995)
- Der Mond ist aufgegangen (1995)
- Paloma, Prosa (1996)
- Literaturkorrespondenz, Essays (1996)
- Wunschbilder oder Die Reise ins Jahr 2000 (1996)
- Pflücke die Sterne, Sultanim (1996)
- Keine laute Provinz (1996)
- Jahrhundertwende (1996)
- Orte, Ansichten (1997)
- Das große Buch der kleinen Gedichte (1998)
- Der parodierte Goethe (1998)
- Gottesklang: Das kleine Liederheft (1999)
- 10 Jahre Mauerfall (1999)
- Lyrik 2000 (1999)
- Wieder schlägt man ins Kreuz die Haken (2001)
- Herbst (2001)
- Versfluss (2002)
- Kriegszeit/Friedenszeit (2002)
- Jahrbuch Lyrik 2002 (2002)
- Dialoge (2003)
- Zeit-Wort. Deutschsprachige Lyrik der Gegenwart (2003)
- Odyssee: Lyrik 2000 S (2004)
- Augsburger Friedenssamen (2004)
- Der Schwabenspiegel, Jahrbuch für Literatur, Sprache und Spiel, hrsg. vom Archiv für Literatur aus Schwaben, Sprache und Spiel, 4-5 (2004)
- Wenn dein Kind dich morgen fragt (2005)
- Begegnungen (2006)
- Traumvogel, Kinderbuch (2010)
- Winterreise (2011)
- Versnetze fünf (2012), sechs (2013), sieben (2014), acht (2015), neun (2016), elf (2018), zwölf (2019), dreizehn (2020)
- Worte reden, Worte schweigen (2013)
- Zilpzalp, Gedichte-Kalender (2019)
- Phantastisches Schwaben, Erzählungen (2019)
- Fließen der Identitäten (2020)
- Ulrich-Grasnick-Lyrikpreis 2020. Saatkorn sein. Zwischen Mühlsteinen (2020)
- 6. Bubenreuther Literaturwettbewerb 2020 (2020)
- IGdA-aktuell, Ausgabe 3/2022
- Auf Buchfühlung. Die Schullesung: ihre Bedeutung und Wirkung. Essays (2023)
- Ich will alles in der Welt. Quiero todo del mundo. Zweisprachig: Spanisch/Deutsch (2023)